# Jinzhonghuan International Business Building
Le Jinzhonghuan International Business Building, aussi appelé Golden Center Tower est un gratte-ciel de 200 mètres construit en 2006 à Shenzhen en Chine.